# 互联网治理
互联网治理（英語：Internet governance）是共享原理、标准、规则、决策程序和计划的发展和应用，这些原理、标准、规则、决策程序和计划成就了互联网的发展和使用。